# كريستوفر سميث (كاتب)
كريستوفر سميث (بالإنجليزية: Christopher Smith)‏ هو كاتب سيناريو ومخرج بريطاني، ولد في 1 يوليو 1972 في برستل في المملكة المتحدة.

## وصلات خارجية
- كريستوفر سميث على موقع IMDb (الإنجليزية)
- كريستوفر سميث على موقع ألو سيني (الفرنسية)
- كريستوفر سميث على موقع أول موفي (الإنجليزية)
- كريستوفر سميث على موقع قاعدة بيانات الأفلام السويدية (السويدية)
- كريستوفر سميث على موقع قاعدة بيانات الفيلم (الإنجليزية)
- كريستوفر سميث على موقع كينوبويسك (الروسية)